# درو هوپر
درو هوپر (انگلیسی: Darrow Hooper؛ ۳۰ ژانویه ۱۹۳۲ – ۱۹ اوت ۲۰۱۸) ورزشکار دو و میدانی اهل ایالات متحده آمریکا بود.
وی در مسابقات کشوری و بین‌المللی در مجموع برندهٔ ۱ مدال نقره شده‌است.